# Великие Африканские озёра
Вели́кие Африка́нские озёра — группа озёр, находящихся в Восточно-Африканской зоне разломов и вокруг неё. Включают озеро Виктория, второе по величине пресноводное озеро в мире, и Танганьику, второе по глубине и по объёму в мире. Термин Великие позаимствован у американских Великих озёр. Список озёр, расставленный в порядке от самого большого к самому маленькому:
- Виктория
- Танганьика
- Ньяса (Малави)
- Рудольф (Туркана)
- Альберт
- Эдуард
- Киву

Некоторые к числу Великих озёр относят только озёра Виктория, Альберт и Эдуард, поскольку лишь эти три озера имеют сток в Белый Нил. Танганьика и Киву имеют сток в систему реки Конго, а Малави — в Замбези через реку Шире. Озеро Рудольф — бессточное.
Озёра Руква и Мверу, находящиеся неподалёку от озера Танганьика, не входят в число Великих Африканских озёр, даже несмотря на то, что оба водоёма больше по площади, чем озёра Эдвард и Киву.
В этих озёрах обитают 10 % всех ныне известных видов рыб. Также озёра Виктория, Танганьика и Ньяса содержат четверть всей пресной воды на Земле.
Сейчас эти озёра очищаются от всех вредных примесей.

## Регион Великих озёр
Данный регион — один из самых густонаселённых в мире, в нём проживает примерно 107 миллионов человек. Из-за вулканической активности в прошлом в этой части Африки находятся одни из лучших пастбищ в мире. Высота над уровнем моря определяет относительно умеренный климат, несмотря на экваториальное положение.
Из-за густоты населения и излишков сельскохозяйственной продукции регион Великих озёр исторически был разбит на ряд небольших государств, наиболее могущественными из которых были Руанда, Бурунди, Буганда и Буньоро.
Вследствие длительных поисков истока Нила регион долгое время привлекал интерес европейцев. Первыми прибывшими туда европейцами были миссионеры, которые не снискали лавров при обращении в христианство аборигенов, но открыли регион для последующей колонизации. Усиленные контакты с остальным миром привели к нескольким опустошающим эпидемиям, от которых страдали как люди, так и животные. Вследствие этого население региона в некоторых областях сократилось почти на 60 %. Лишь в 1950-х годах население региона достигло доколониального уровня.
В последние годы в регионе происходят гражданские войны и вспышки насилия, мешающие преодолеть нищету, лишь Кения и Танзания могут условно считаться исключениями.

## Флора и фауна
Озера Западной Рифтовой долины пресноводные и являются домом для большого количества эндемичных видов. В озёрах обитает более 1500 видов цихлид и другие семейства рыб. Озера являются важной средой обитания для ряда видов амфибий и многочисленных нильских крокодилов. Среди млекопитающих — слоны, гориллы и бегемоты.
В районе озера Туркана обитают сотни видов птиц, эндемичных для Кении. На мелководье обитают фламинго. Восточноафриканская рифтовая система служит местом остановки для мигрирующих птиц. Птицы в основном питаются планктонными массами в озере.
Растительность варьируется от тропических лесов до травянистых саванн. В некоторых озёрах проблемой являются быстрорастущие инвазивные растения, такие как эйхорния толстоножковая и папирус, засоряющий берега. Эйхорния толстоножковая пока распространилась только в районе озера Виктория.